# Yvan Quentin
Yvan Quentin (* 2. Mai 1970 in Collombey-Muraz, Kanton Wallis, Schweiz) ist ein ehemaliger Schweizer Fussballspieler, der auch die französische Staatsbürgerschaft besitzt. Er spielte auf der Position eines Aussenverteidigers. Er war zwei Mal Schweizer Meister und vier Mal Cupsieger.

## Karriere

### Vereine
Quentin begann seine Profikarriere 1988 beim FC Monthey, von dem er ein Jahr später zum FC Sion wechselte. Für diesen absolvierte er bis 1998 198 Spiele und schoss dabei 5 Tore. 1998 wechselte er für eine Saison zu Neuchâtel Xamax und danach zu seinem zweiten Hauptverein, dem FC Zürich, für den er 121 Spiele absolvierte und dabei 2 Tore schoss. 2003 kehrte er noch einmal für eine Saison zum FC Sion zurück, bevor er am 1. Juli 2004 ablösefrei zum maltesischen Mqabba FC wechselte und dort 2007 seine Profikarriere beendete.

### Nationalmannschaft
Quentin absolvierte zwischen 1992 und 2002 41 Spiele für die Schweizer Fussballnationalmannschaft. Sein Debüt gab er am 9. September 1992 beim 3:1-Heimsieg in der WM-Qualifikation gegen Schottland, wobei er in der Startelf stand und durchspielte. An der Fussball-Weltmeisterschaft 1994 in den USA gehörte er zur Nationalmannschaft und absolvierte alle vier Spiele. Er gehörte auch an der Euro 1996 in England zum Nationalkader. Sein letztes Spiel für die «Nati» absolvierte er am 13. Februar 2002 beim 1:1-Unentschieden gegen Zypern anlässlich des Internationalen Zypern-Turniers, als er in der 74. Minute für Massimo Lombardo eingewechselt wurde.

### Erfolge
FC Sion
- Schweizer Meister: 1991/92, 1996/97
- Schweizer Cupsieger: 1994/95, 1995/96, 1996/97[3]

FC Zürich
- Schweizer Cupsieger: 1999/2000[4]

## Persönliches
Der frühere Internationale René-Pierre Quentin, der ebenfalls für den FC Sion und den FC Zürich spielte,  ist sein Onkel.